# Teamfight Tactics
Teamfight Tactics (abrégé TFT, parfois Combat Tactique (abrégé CT) en français) est un jeu vidéo de type auto battler développé et édité par Riot Games. Il prend place dans l'univers de League of Legends et est basé sur le jeu Dota Auto Chess (en), où le joueur affronte sept adversaires en ligne, qu'il doit combattre en formant une équipe afin d'être le dernier à rester en vie.
Le jeu, directement jouable depuis le client de League of Legends, sort sur Windows et macOS le 26 juin 2019 et sur Android et iOS le 19 mars 2020. Jouissant d'un accueil critique favorable, il réunissait 33 millions de joueurs mensuels en septembre 2019, et dispose d'une scène compétitive professionnelle régulière depuis septembre 2020.

## Système de jeu

### Principe général
Basé sur Dota Auto Chess (en), un mod de Dota 2, le jeu fonde son gameplay sur le fait de former une équipe qui affrontera, tour après tour, celle des sept autres joueurs. Cette équipe est composée de champions de League of Legends recrutables au fil de la partie, chacun disposant d'une compétence unique et d'une « classe » ainsi que d'une « origine » propre,. Un certain nombre de champions de la même classe, ou de la même origine, réuni dans la même équipe, confère différents bonus au joueur. Les champions peuvent également monter en niveau lorsqu'ils sont achetés plusieurs fois, ce qui améliore leurs statistiques, et des « objets » obtenables durant les phases de carrousel et de PvE peuvent être placés sur un champion afin de l'améliorer,. En jeu, le joueur incarne une créature appelée « Petite Légende ».
L'économie est aussi un point central du jeu : les joueurs gagnent quelques pièces d'or par tour (montant variant en fonction de la quantité d'or déjà accumulée par le joueur et de sa série de victoires — ou de défaites — en cours), or qui leur permet d'acheter de nouveaux champions, — ou de l'expérience, qui permet au joueur de monter en niveau et ainsi de disposer de davantage de champions sur le terrain (un joueur de niveau six possédant quinze champions ne pourra placer que six de ses champions simultanément sur l'arène, avant d'atteindre le niveau sept). Enfin, à cela s'ajoute le placement : chaque emplacement de l'arène où vont s'affronter les joueurs est symbolisé par un hexagone, sur lequel il est possible de placer un champion ; la disposition de son équipe étant un point crucial en termes de stratégie.

### Déroulement d'une partie
Une partie est constituée de trois phases de jeu distinctes,, :
- une phase de « carrousel », où chaque joueur peut choisir un champion de son choix et l'objet qui lui est lié, gratuitement, parmi les dix proposés ;
- une phase de PvE, où l'équipe de chaque joueur affronte différents monstres qui, s'ils sont tués, lui délivrent différents bonus (objets, or, champions...) ;
- une phase de PvP, où les équipes des joueurs s'affrontent entre elles, le gagnant du combat infligeant des dégâts définitifs au perdant.

Le but du jeu étant d'être le dernier survivant, chaque joueur dispose de 100 points de vie au début de la partie, qu'il perd progressivement au fur et à mesure de ses défaites, jusqu'à ne plus en avoir du tout : il est alors éliminé. Les autres continuent donc sans lui, réduisant peu à peu le nombre de joueurs en lice, jusqu'à ce qu'ils n'en reste plus qu'un, désignant ainsi le vainqueur.

### Ensembles de champions
League of Legends disposant de plus de 150 champions, il n'est pas possible de tous les réunir dans Combat Tactique en même temps. Ainsi, seule une première partie des champions — le « premier ensemble » — est disponible de la sortie du jeu jusqu'au 5 novembre 2019,, date d'une importante mise-à-jour où « TFT : l'Avènement des éléments » lui succède, avant que ce dernier ne soit à son tour remplacé, le 18 mars 2020, par « TFT : Galaxies »,,. « Galaxies » restera lui aussi quelques mois dans le jeu, jusqu'à être remplacé par l'ensemble « TFT : Destinées » le 16 septembre 2020. Une nouvelle mise-à-jour remplace à nouveau le précédent ensemble le 28 avril 2021, sous le nom de « TFT : Jugement ». Le 3 novembre 2021, « TFT : Gadgets en Folie » lui succède, instaurant également un nouveau mode de jeu en équipe pour le jeu : « Double Up ! ».

## Historique

### Développement

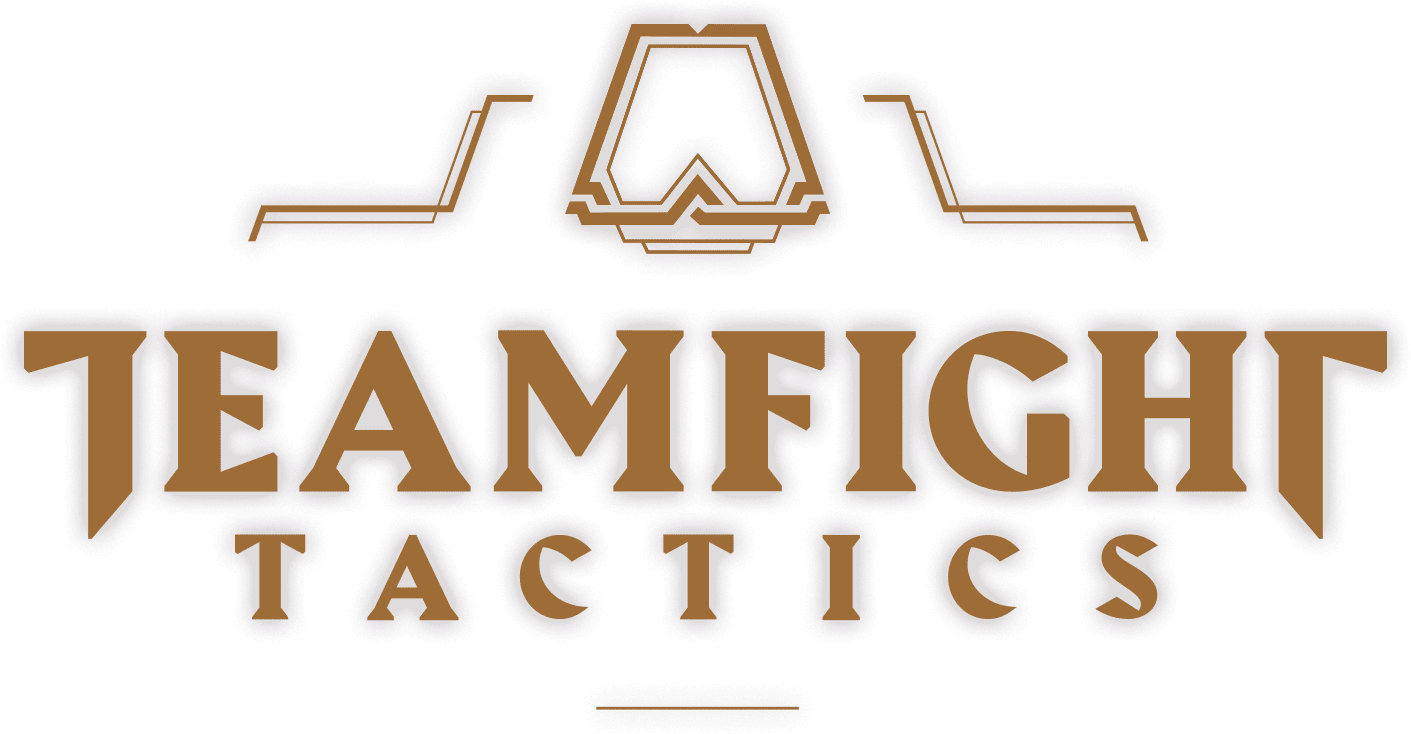
Premier logo déposé pour Teamfight Tactics, en 2019.

Riot Games commence le développement de Teamfight Tactics à la suite du succès de Dota Auto Chess (en), un mod de Dota 2 paru en janvier 2019 et qui donnera naissance au genre auto battler. Ajouté à League of Legends le 10 juin 2019, le jeu est disponible durant deux semaines en bêta ouverte — ce qui, suscitant un important intérêt et donc un trafic élevé, engendre de grosses complications pour maintenir League of Legends accessible — avant de sortir définitivement en tant que mode permanent le 26 juin 2019,,. Un mode classé pour Teamfight Tactics sort trois semaines plus tard, et le jeu, jouissant rapidement d'un important succès, réunit 33 millions de joueurs mensuels en septembre 2019,.
Lors de la cérémonie du dixième anniversaire de LoL, en octobre 2019, Riot Games annonce un nombre important de nouveautés, y compris une version mobile de Teamfight Tactics pour le premier trimestre de 2020. Elle est finalement réalisée le 19 mars 2020 sur Android et iOS, le jeu étant multiplateforme (en), ce qui signifie qu'un joueur sur Windows pourra, par exemple, affronter en temps réel un joueur sur iOS,,. Selon Sensor Tower, Teamfight Tactics comptait déjà plus de 3,6 millions de téléchargements sur Android et iOS confondus à la fin de la semaine suivant sa sortie, et un mois après son lancement, la version mobile du jeu avait été téléchargée sur plus de 10 millions d'appareils.

### Modèle économique
TFT étant intégré à League of Legends, son modèle économique est parfaitement similaire à ce dernier : le jeu est free-to-play et ne contient aucune publicité, mais des cosmétiques (c'est-à-dire des contenus graphiques n'influant pas sur l'issue des parties) sont disponibles à l'achat, via des microtransactions,.

## Scène compétitive
Hormis quelques tournois mineurs, tel le Twitch Rivals: Teamfight Tactics Showdown résultant de la collaboration entre Twitch et l'éditeur du jeu en juillet 2019, ou le Rise of the Elements Invitational organisé par Riot Games et Red Bull entre le 30 et le 31 octobre de la même année, il n'y a pas eu de réelle compétition mondiale sur Teamfight Tactics durant l'année de sa sortie.
Le premier événement international officiel opposant les meilleurs joueurs de chaque région, le Teamfight Tactics Galaxies Championship, a donc lieu entre les mois d'août et de septembre 2020, sur l'ensemble « Galaxies » et avec un cash-prize total de 200 000 $. Les participants sont sélectionnés dans chaque continent directement en fonction de leurs résultats en parties classées au cours de la dernière saison, puis sont départagés régionalement en s'affrontant mutuellement. Cette phase de qualification passée, le tournoi s'est déroulé les 3 et 4 septembre 2020, opposant 16 joueurs en tout, et est remporté par le français Double61 de l'équipe Karmine Corp après deux jours de compétition,,.
Le deuxième évènement mondial, Teamfight Tactics Fates Championship, qui se déroule sur l’ensemble « TFT : Destinées », suit la même structure que la première itération du championnat, mais comporte plus de places qualificatives ainsi qu’un cash-prize plus important, dont le montant total s'élève à 250 000 $. À la suite des qualifications, le tournoi voit s’affronter 24 joueurs et se déroule les 7, 8 et 9 avril 2021. Il est remporté par le joueur coréen 8ljaywalking, qui s’impose en finale face au Français ZyK0o,.
Par la suite, l’évènement mondial Teamfight Tactics Reckoning Championship, qui se déroule du 1er au 4 octobre 2021 sur l’ensemble « l'Aube des héros », voit l'emporter le Chinois Huanmie devant son compatriote qituX.
Le quatrième championnat du monde, Teamfight Tactics Gizmos & Gadgets Championship, se déroule sur l'ensemble « TFT : Gizmos & Gadgets » et dispose d'un cash-prize total de 300 000 $. Le tournoi voit s'opposer 32 joueurs du monde entier et se déroule entre le 29 avril et le 1er mai 2022. Il est remporté par le joueur chinois LiLuo.

## Accueil
Teamfight Tactics reçoit globalement des critiques favorables. PC Gamer le considère, dès sa phase de bêta, comme étant « amusant » et « calme », bien que différents bugs en altèrent négativement l'expérience durant les premiers mois suivants sa sortie. Jeuxvideo.com note le jeu pour ordinateur à 17/20 — saluant son système de jeu, et sa version mobile à 15/20, plus critique envers le format de son gameplay. Sa lisibilité sur mobile est également contestée, même si la version iOS du jeu est notée à 79/100 par Metacritic, et qu'il est en général retenu pour sa jouabilité entre amis et le divertissement qu'il apporte,.